# Parantica keiensis
Parantica keiensis är en fjärilsart som beskrevs av Van Eecke 1915. Parantica keiensis ingår i släktet Parantica och familjen praktfjärilar. Inga underarter finns listade i Catalogue of Life.